# 에너지 살림도시 서울
원전하나줄이기2단계 -「에너지살림도시, 서울」(영어: One Less Nuclear Power Plant Phase2 -「Seoul Sustainable Energy Action Plan」)이란 대한민국 수도 서울특별시의 지역에너지 정책이다. 원전하나줄이기 사업(2012.4월~2014.6월)을 성공적으로 달성한 후, 다음 2단계로서 2014년 8월 「에너지살림도시, 서울」을 발표했다.

시민과 함께 에너지를 생산하고, 절약하며, 효율을 높이는 서울시 에너지 정책은 '살림'과도 같다는 의미와 삶과 미래세대, 타 지역의 주민까지도 '살리는' 에너지 나눔의 정의를 담고있으며, '시민이 살리고, 시민을 살리는 에너지'를 의미한다.

## 핵심내용
원전하나줄이기2단계 -「에너지살림도시, 서울」은 원자력발전소에 대한 의존을 줄이고, 서울이 사용하는 에너지는 서울이 해결하는다는 '지역차원의 에너지 전환정책'이다.
 1단계에서 신재생에너지 생산기반과 시민참여 에너지 문화기반을 마련했다면, 2단계에서는 제도개선과 사회구조의 근본적인 변화를 통해 '지속가능성'을 확보함으로써 시민이 에너지를 생산하고 효율적으로 소비하는 '에너지 자립도시, 서울'을 만들고자 한다.
 핵심목표는 2020년까지 전력자립률 20% 달성이며, 더불어 온실가스 1000만 톤 감축과 400만 TOE의 에너지 절감효과를 기대한다.
 4가지 정책분야, 88개의 단위사업 추진을 통하여 '에너지 자립, 나눔, 참여'의 3대 가치를 구현하며, 원전하나줄이기의 성공사례를 국내외 다른 도시들에게도 확산하여 상생을 도모한다.

## 3대 가치

### 에너지 자립
에너지 소비에 대하여 책임있는 도시, 에너지 공급위기에 대비하여 지속가능한 에너지를 스스로 생산하는 안전한 도시를 지향하며, 그 과정에.

### 에너지 나눔
에너지와 자원을 취약계층 및 미래세대와 공유하고 나누며, 풍력 등 자연환경이 우수한 타 지역과는 협력사업을 통하여 에너지 상생을 구현한다.

### 에너지 참여
에너지 정책 수립부터 실천까지 시민참여형 열린 에너지 거버넌스를 구축하고 에너지 정보와 정책을 공개함으로써, 시민이 에너지 생산, 효율화, 절약에 자발적으로 참여하는 시스템을 마련한다.

## 4대 에너지 지향점

### 에너지분산형 생산도시
천만 서울시민이 에너지 소비자에서 생산자가 되어, 사용하는 에너지를 스스로 생산하는 분산형 생산도시를 만든다. 주요사업은 아파트 발코니용 미니태양광 보급, 시민펀드 서울 햇빛발전소 건설, 신재생 및 분산형 발전 의무화 등이다. 이를 통해 건물별 에너지 소비량의 20%까지 스스로 생산할 수 있도록 할 계획이다.

### 효율적 저소비 사회구조
에너지 생산과 효율화가 일상화된 저소비 사회구조를 위해 맞춤형 건물에너지 진단, 에너지 절약형 건축물 설계 강화, 건물에너지 정보 공개, 에코마일리지 인센티브 다양화 등의 사업을 한다.

### 혁신으로 좋은 에너지 일자리
에너지 산업 육성과 혁신으로 지속가능한 좋은 일자리를 늘려간다. 대도시에 유리한 BEMS, 스마트그리드 등 IT 전력기술을 지원하고, 지역기반 에너지 서비스 산업을 육성한다. 또한 녹색에너지 분야의 사회적 기업과 협동조합 양성, 지역에너지 허브센터 등으로 에너지 분야의 일자리 창출을 도모한다.

### 따뜻한 에너지 나눔 공동체
에너지 취약계층에 대한 복지를 제도적, 공동체 차원에서 접근하기 위해 시민의 에너지 기본권을 제도적으로 보장하고, 에너지 자립마을 등 지역차원의 에너지 공동체 확산에 주력한다.

## 10대 핵심사업
```
① 미니태양광 4만호 등 시민이 에너지 생산하는 햇빛발전 도시 

② 신재생에너지, 분산형 전원 의무도입 12% → 20%로 확대 

③ 건물 에너지소비정보 전면공개 및 건물 에너지 진단 활성화 

④ 골목길 보안등, 가로등까지 공공부문 LED로 100% 전환 

⑤ 운행거리 기반의 승용차 마일리지 제도 도입 

⑥ 에너지허브센터 25개소 조성 등 에너지 서비스분야 일자리 창출 

⑦ BEMS, 스마트그리드, 특화 클러스터 등 에너지 신산업 선도 

⑧ 마을단위 재활용 정착으로 어르신 일자리 창출 및 재활용률 향상 

⑨ 에너지 빈곤계층 빈곤계층 LED 12만 가구, 복지시설 BRP150개소 

⑩ 지역단위 공동체 거버넌스 구축 및 지역 에너지 의제실행
```

## BI
기존의 원전하나줄이기 BI 로고 글씨체를 기본안으로하여 두 사업의 연속성을 강조하는 한편, 각과 모서리없이 친근하고 유기적인 곡선의 느낌을 살림으로써 동시에 여러 메시지들을 기호나 심벌 등으로 조합 및 응용할 수 있는 가능성을 열어두었다.

## 슬로건
- (대표) 시민이 에너지 입니다.
- (종합) 시민이 살리고, 시민을 살리는 에너지
- (생산) 서울의 에너지, 서울이 해결합니다.
- (효율화ㆍ절약) 에너지 잘 쓰기도 생산입니다.
- (산업ㆍ일자리) 관련 산업을 키우면 에너지도 커집니다.
- (공동체ㆍ복지) 시민의 에너지, 시민과 나눕니다.

## 참고 문헌
1. ↑  “원전하나줄이기 사업 출처”. 2014년 10월 31일에 원본 문서에서 보존된 문서. 2014년 11월 13일에 확인함.
2. ↑  “원전하나줄이기 2「에너지살림도시, 서울」발표”. 2014년 10월 31일에 원본 문서에서 보존된 문서. 2014년 11월 13일에 확인함.

- 에너지살림도시서울 보관됨 2014-10-31 - 웨이백 머신
- 신인령 원전하나줄이기 시민위원장 기고문
- 경향신문 사설
- Energy Policy
- One Less Nuclear Power Plant by Walt Patterson